# Розенкранц, Карл Вильямович
Карл Вильямович Розенкранц (13 июня (1 июня по старому стилю) 1876, Либава — 1942) — советский, ранее российский шахматист. 
Выступал в прибалтийских (1899 — 2-е, 1901 — 1-4-е, 1907 — 1-е места) и во Всероссийских (1900/1901 — 11-е, 1905/1906 — 8-10-е места) турнирах. Победитель отборочного турнира Петербургского шахматного собрания (1908, 1-2-е место; уступил право участия в международном турнире памяти М. И. Чигорина австрийскому шахматисту Ю. Перлису, сам играл в проводившемся параллельно Всероссийском турнире любителей) и Всероссийского турнира любителей в Саратове (1912 — 1-2-е). 
После 1917 проживал в Москве; участник ряда чемпионатов Москвы (лучший результат 1921/22 — 5-е место) и других соревнований. Победитель чемпионата союза химиков СССР (1928). В составе сборной Москвы стал серебряным призёром всесоюзного командного турнира, прообраза командных чемпионатов СССР.